# Back in Blood
Back in Blood è il nono album della band gothic rock finlandese The 69 Eyes. È stato pubblicato in tempi diversi in base alla localizzazione geografica: in Europa è stato pubblicato dalla Nuclear Blast il 28 agosto 2009, in Finlandia dalla EMI il 14 agosto 2009, negli USA dalla The End Records il 31 agosto 2009, in Australia dalla AmpHead Music il 15 settembre 2009.

## Tracce
1. Back in Blood – 4:30
2. We Own the Night – 4:03
3. Dead N' Gone (feat. Benji Madden) – 3:40
4. The Good, the Bad & the Undead – 3:28
5. Kiss Me Undead – 3:58
6. Lips of Blood – 4:21
7. Dead Girls are Easy – 3:55
8. Night Watch – 4:33
9. Some Kind of Magick – 3:43
10. Hunger – 4:34
11. Suspiria Snow White – 3:34
12. Eternal – 4:19

### Bonus DVD Vampire Edition
1. Dead Girls Are Easy (Videoclip)
2. Devils (Live)
3. Don't Turn Your Back on Fear (Live)
4. Betty Blue (Live)
5. Christina Death (Live)
6. Crashing High (Live)
7. The Chair (Live)
8. Feel Berlin (Live)
9. Gothic Girl (Live)
10. Sister of Charity (Live)
11. Framed in Blood (Live)
12. Lost Boys (Live)
13. I Just Want to Have Something to Do (Live)
14. Brandon Lee (Live)
15. Back In Blood (Electronic Press Kit)

### Singoli

#### Dead Girls Are Easy
1. Dead Girls Are Easy

#### Dead N' Gone
1. Dead N' Gone

#### We Own The Night
1. We Own The Night

#### Kiss Me Undead
1. Kiss Me Undead

## Formazione
- Jyrki 69 (nato Jyrki Pekka Emil Linnankivi) - voce
- Bazie (nato Pasi Moilanen) - chitarra
- Timo-Timo (nato Timo Tapio Pitkänen) - chitarra
- Archzie (nato Arto Väinö Ensio Ojajärvi) - basso
- Jussi 69 (nato Jussi Heikki Tapio Vuori) - batteria

## Curiosità
- La copertina dell'album è stata creata da Estevan Oriol.
- I testi delle canzoni sono tutte incentrate sui vampiri e sul sangue.
- Il singolo "We Own The Night" fa parte della versione digitale della colonna sonora del film Saw VI.